# هیساتاکا اوکاموتو
هیساتاکا اوکاموتو (به انگلیسی: Hisataka Okamoto) بازیکن فوتبال اهل ژاپن و عضو تیم ملی فوتبال ژاپن است که در تاریخ ۰۲ ژانویه ۱۹۵۵ میلادی اولین بازی ملی‌اش را انجام داد. او در ۵ بازی ملی حضور داشت و آخرین بازی ملی خود را در تاریخ ۹ اکتبر ۱۹۵۵ میلادی انجام داد. هیساتاکا اوکاموتو در بازی‌های ملی‌اش
گلی به ثمر نرساند.